# Бруно Конде
Бруно Конде (фр. Bruno Condé; 1920—2004) — французький спелеолог і зоолог.

## Біографія
Народився в сім'ї Маргеріт Бодо та художника Жоржа Конде. Він навчався в Нансі. У 1943 році почав працювати препаратором ботаніки на факультеті природничих наук у Нансі. Через два роки він став асистентом кафедри зоології під керівництвом Поля Ремі (1894—1962). У 1948 році він був призначений керівником практичної роботи, а через чотири роки захистив дисертацію з природничих наук під назвою Матеріали до монографії двохвостів з родини Campodeidae. Зокрема, він описує новий рід і два нових види.
У 1955 році став заступником директора зоологічного музею, а в 1960 році — директором. Він став професором університету в 1962 році.
У листопаді 1961 року став президентом-засновником Автономного спелеологічного союзу Нансі, спелеологічного клубу, орієнтація якого тоді була цілком науковою. Він був одним з академічних членів Академії наук Лотарингії протягом 58 років. У 1972 році він став членом-кореспондентом Академії Станіслава і в 1976 році отримав Гран-прі від Академії за створення тропічного акваріума в Нансі.

## Внесок
Бруно Конде вивчав морфологію, розвиток, екологію та біогеографію камподеїд. Конде вивчав печерні види і, зокрема, анатомію протур, комах дуже малих розмірів, яких важко класифікувати. Він також цікавився двопарноногими багатоніжками, вивчав їхній постембріональний розвиток, морфологію, геонеміку та біогеографію. Нарешті, останньою групою безхребетних, яка його цікавила були кененнії, для яких він запропонував класифікацію, засновану на новому дослідженні анатомії.
У 1960-х роках, у зв'язку з дослідженнями він вивчав біологію європейської дикої кішки (Felis silvestris), ставши одним із головних фахівців цієї теми. Щоб спостерігати за поведінкою, він розводив диких кішок як у своїй лабораторії, так і вдома, а також у своїх батьків(у клітці). Його дослідження призвели до виправлення правової класифікації цього виду на «захищений» у 1979 році який до того часу вважався «шкідливий».
Також Бруно Конде разом з іншими аматорами створив гурток акваріумістики у Нансі в 1963 році. Згодом ця асоціація виросла до тропічного акваріума Ненсі, відкритого в 1971 році. Він також заснував журнал Французький огляд акваріології та герпетології, який дозволив поширювати наукові спостереження, зроблені в цьому акваріумі.
Бруно Конде є автором 320 наукових публікацій.
Кореспондент музеїв Парижа, Вашингтона, Женеви та Лондона. Його спонсором виступило Зоологічне товариство Франції (президентом якого він став пізніше) у 1946 році за підтримки Поля Ремі та Жан Бургонь (1903—1999). Член Зоологічного товариства Франції протягом 58 років, Бруно Конде був членом його ради директорів між 1983 і 2000 роками та президентом з 1992 по 1994 роки.

## Список описаних таксонів
Бруно Конде описав наступні 167 видів.
- Acerella remyi Condé, 1944
- Acerentomon brevisetosum Condé, 1945
- Acerentomon giganteum Condé, 1944
- Acerentulus catalanus Condé, 1951
- Acerentulus cunhai Condé, 1950
- Acerentulus exiguus Condé, 1944
- Acerentulus gisini Condé, 1952
- Acerentulus insignis Condé, 1945
- Alloproctoides remyi Marquet & Condé 1950
- Aprosthema hyalinopterum Condé, 1934
- Berberentulus berberus Condé, 1948
- Campodea augens chardardi Condé, 1947
- Campodea blandinae Condé, 1948
- Campodea blandinae blandinae Condé, 1948
- Campodea blandinae ichnusa Condé, 1957
- Campodea blandinae virgolae Condé, 1948
- Campodea chardardi Condé, 1947
- Campodea chardardi cephalonica Condé, 1984
- Campodea chardardi chardardi Condé, 1947
- Campodea cyrnea Condé, 1946
- Campodea cyrnea alethae Condé, 1946
- Campodea cyrnea cyrnea Condé, 1946
- Campodea egena Condé, 1951
- Campodea epirotica Condé, 1984
- Campodea frascajensis Condé, 1946
- Campodea machadoi Condé, 1951
- Campodea majorica Condé, 1954
- Campodea majorica interjecta Condé, 1954
- Campodea majorica majorica Condé, 1954
- Campodea majorica sicula Condé, 1957
- Campodea monspessulana Condé, 1953
- Campodea oredonensis Condé, 1951
- Campodea patrizii Condé, 1953
- Campodea procera Condé, 1948
- Campodea pseudofragilis Condé, 1984
- Campodea pusilla Condé, 1956
- Campodea insulana Condé, 1953
- Campodea jolyi Condé, 1948
- Campodea neuherzi Condé, 1996
- Campodea sprovierii vardousiae Condé, 1984
- Campodea denisi aequalis Condé, 1947
- Campodea emeryi algira Condé, 1948
- Campodea emeryi spelaea Condé, 1978
- Campodea goursati Condé, 1950
- Campodea hauseri Condé, 1978
- Campodea corsica Condé, 1947
- Campodea pachychaeta Condé, 1946
- Campodea pretneri Condé, 1974
- Campodea ruseki Condé, 1966
- Cestocampa balcanica Condé, 1955
- Eosentomon carolae Condé, 1947
- Eosentomon coiffaiti Condé, 1961
- Eosentomon denisi Condé, 1947
- Eosentomon mixtum Condé, 1945
- Eukoenenia austriaca peregrina Condé, 1990
- Eukoenenia bonadonai Condé, 1979
- Eukoenenia bouilloni Condé, 1980
- Eukoenenia brignolii Condé, 1979
- Eukoenenia christiani Condé, 1988
- Eukoenenia deleta Condé, 1992
- Eukoenenia draco zariquieyi Condé, 1951
- Eukoenenia gasparoi Condé, 1988
- Eukoenenia grafittii Condé & Heurtault, 1993
- Eukoenenia improvisa Condé, 1979
- Eukoenenia janetscheki Condé, 1993
- Eukoenenia juberthiei Condé, 1974
- Eukoenenia juberthiei cytheriaca Condé, 1979
- Eukoenenia juberthiei hellenica Condé, 1979
- Eukoenenia kenyana Condé, 1979
- Eukoenenia lienhardi Condé, 1989
- Eukoenenia lyrifer Condé, 1992
- Eukoenenia madeirae Strinati & Condé, 1995
- Eukoenenia maros Condé, 1992
- Eukoenenia naxos Condé, 1990
- Eukoenenia orghidani Condé & Juberthie, 1981
- Eukoenenia patrizii Condé, 1956
- Eukoenenia pauli Condé, 1979
- Eukoenenia paulinae Condé, 1994
- Eukoenenia pretneri Condé, 1977
- Eukoenenia pyrenaella Condé, 1990
- Eukoenenia remyi Condé, 1974
- Eukoenenia singhi Condé, 1989
- Eukoenenia spelaea hauseri Condé, 1974
- Eukoenenia spelaea strouhali Condé, 1972
- Eukoenenia strinatii Condé, 1977
- Eukoenenia thais Condé, 1988
- Eukoenenia zariquieyi Condé, 1951
- Eutrichocampa collina ithacesia Condé, 1984
- Eutrichocampa thamugadensis Condé, 1948
- Eutrichocampa remyi Condé, 1947
- Gracilentulus meridianus Condé, 1945
- Helladocampa mahnerti Condé, 1984
- Heptamelus runari Condé, 1932
- Hystrichocampa pelletieri Condé, 1948
- Isoentomon atlanticum Condé, 1947
- Koeneniodes berndi Condé, 1988
- Koeneniodes deharvengi Condé, 1981
- Koeneniodes leclerci Condé, 1981
- Leptokoenenia gerlachi Condé, 1965
- Litocampa bourgoini Condé, 1948
- Litocampa cognata Condé, 1948
- Litocampa coiffaiti Condé, 1948
- Litocampa drescoi Condé, 1949
- Litocampa espanoli Condé, 1949
- Litocampa henryi Condé, 1991
- Litocampa hubarti comani Condé, 1991
- Litocampa humilis Condé, 1948
- Litocampa paclti Condé, 1981
- Litocampa tuzetae Condé, 1948
- Lophoproctus pagesi Condé, 1982
- Maderentulus maderensis Condé, 1957
- Nosekiella danica Condé, 1947
- Oncinocampa falcifer Condé, 1982
- Oncinocampa paclti Condé, 1981
- Patrizicampa sardoa Condé, 1956
- Plusiocampa affinis Condé, 1947
- Plusiocampa balsani Condé, 1947
- Plusiocampa bonadonai Condé, 1948
- Plusiocampa bonadonai bonadonai Condé, 1948
- Plusiocampa bonadonai lanzai Condé, 1962
- Plusiocampa bonneti Condé, 1948
- Plusiocampa bonneti bonneti Condé, 1948
- Plusiocampa breuili Condé, 1955
- Plusiocampa caprai Condé, 1950
- Plusiocampa corcyraea abdominalis Condé, 1984
- Plusiocampa corcyraea cyrnensis Condé, 1953
- Plusiocampa euxina Condé, 1996
- Plusiocampa exsulans Condé, 1947
- Plusiocampa fagei Condé, 1954
- Plusiocampa grandii caprai Condé, 1950
- Plusiocampa isterina Condé, 1996
- Plusiocampa latens Condé, 1947
- Plusiocampa lindbergi Condé, 1956
- Plusiocampa pouadensis fouresi Condé, 1956
- Plusiocampa pouadensis leoni Condé, 1951
- Plusiocampa provincialis Condé, 1949
- Plusiocampa provincialis praedita Condé, 1949
- Plusiocampa provincialis provincialis Condé, 1949
- Plusiocampa romana Condé, 1954
- Plusiocampa rybaki Condé, 1956
- Plusiocampa schweitzeri Condé, 1947
- Plusiocampa dalmatica Condé, 1959
- Plusiocampa denisi Condé, 1947
- Plusiocampa remyi Condé, 1947
- Plusiocampa glabra Condé, 1984
- Plusiocampa magdalenae Condé, 1957
- Plusiocampa sardiniana Condé, 1981
- Plusiocampa socia Condé, 1983
- Plusiocampa vandeli Condé, 1947
- Plusiocampa vedovinii Condé, 1981
- Podocampa cerrutii Condé, 1975
- Podocampa cerrutii cerrutii Condé, 1975
- Podocampa cerrutii kahmanni Condé, 1975
- Podocampa fragiliformis Condé, 1954
- Podocampa jeanneli Condé, 1947
- Podocampa simonini Condé, 1956
- Prokoenenia asiatica Condé, 1994
- Prokoenenia celebica Condé, 1994
- Prokoenenia javanica Condé, 1990
- Protentomon barandiarani Condé, 1947
- Proturentomon discretum Condé, 1961
- Proturentomon pectinatum Condé, 1948
- Proturentomon picardi Condé, 1960
- Remycampa grassei Condé, 1954
- Rhinopias eschmeyeri Condé, 1977
- Tenthredo vilarrubiai Condé, 1935
- Triadokoenenia millotorum remy Condé, 1991

## Вшанування
На честь Бруно Конде названі види:
- Leptoneta condei Dresco, 1987
- Eosentomon condei da Cunha, 1950
- Pristiphora condei Lindqvist, 1955
- Oritoniscus condei Brian, 1955
- Eukoenenia condei Orghidan, Georgesco & Sârbu, 1982
- Allopauropus condei Remy, 1947
- Acerentomon condei Nosek & Dallai, 1982
- Acerentulus condei Nosek, 1983
- Ionescuellum condei Nosek, 1965
- Proturentomon condei Nosek, 1967
- Acanthophorides condei Borgmeier, 1928
- Alaskaentomon condei Nosek, 1981
- Amoria jamrachii amoria jamrachi condei Bail & Limpus, 2001
- Apistoloricaria condei Isbrücker & Nijssen, 1986
- Athetis condei Viette, 1963
- Barbus condei Mahnert & Géry, 1982
- Carebarella condei Borgmeier, 1937
- Cercomantispa condei Poivre, 1982
- Charax condei Géry & Knöppel, 1976
- Cirrhilabrus condei Allen & Randall, 1996
- Kenyentulus condei Prabhoo, 1975
- Litocampa condei Ferguson, 1999
- Madagascarentomon condei Nosek, 1978
- Madagascaridia condei Nosek, 1978
- Minolia condei Poppe, Tagaro & Dekker, 2006
- Mitrella condei Rolán, 2005
- Nosekiella condei Tuxen, 1955
- Pagodula condei Houart, 2003
- Remulopygus condei Demange, 1961
- Sangaris condei Melzer, 1931
- Turris condei Vera-Pelaez, Vega-Luz & Lozano-Francisco, 2000
- Xenotrechus condei Barr & Krekeler, 1967